# Star Wars: Republic Commando
Star Wars: Republic Commando est un jeu vidéo de tir à la première personne sorti sur PC et Xbox en 2005. Le titre est développé par LucasArts et édité par Activision. L'action prend place dans l'univers de Star Wars entre les épisodes II et III.
En 2021, le jeu fait l'objet d'un portage sur PlayStation 4, PlayStation 5 et Nintendo Switch.

## Synopsis
Le joueur incarne un commando Clone de la République, Delta 38 (Temuera Morrison) alias Boss, (armure de couleur orange), chef de l'Escouade Delta. Les autres membres de l'escouade sont Delta 07 (Jonathan David Cook) alias Sev, sniper (armure de couleur rouge) ; Delta 62 (Raphael Sbarge) alias Scorch, expert en explosifs (armure de couleur jaune et noire) et Delta 40 (Andrew Chaikin) alias Fixer, expert en informatique (armure de couleur verte).
Outre ces quatre soldats, il y a le conseiller Clone, qui reste en dehors du terrain et donne les ordres de mission à l'Escouade Delta. Ces quatre clones font partie du corps des 5000 commandos élevés sur Kamino. Ce corps représente avec les ARC Troopers l'élite de l'Armée clone, et est affecté aux missions les plus dangereuses de la galaxie.

## Missions
En plus du bref prologue qui se déroule sur Kamino (planète où les clones naquirent/furent créés), le jeu comprend trois grandes missions : l'opération parallèle à la Bataille de Géonosis, la reprise d'un croiseur Républicain fantôme nommé le Prosecutor, et enfin une mission sur Kashyyyk, la planète natale des Wookiees. Chaque mission comprend quatre objectifs principaux.

### Campagne de Géonosis
L'Armée clone a débarqué sur Géonosis pour son premier engagement. Aidez-la à remporter la victoire pour sa première bataille.
- Eliminez Sun Fac : Un important leader Géonosien s'apprête à s'enfuir. Empêchez-le de quitter Géonosis vivant.
- Sabotez l'usine de production : Une chaîne de production droïde se trouve sous la surface. Démolissez-la afin de faire pencher la balance en faveur de l'Armée clone.
- Rejoignez le vaisseau amiral : Un vaisseau amiral Séparatiste est près de votre position. Rejoignez-le et éliminez tout ce qui se mettra sur votre chemin.
- Infiltrez le vaisseau amiral : Montez à bord du vaisseau amiral droïde, et récupérez les codes annulant l'ordre d'évacuation de l'Armée droïde tout en sabotant le vaisseau.

### Campagne duProsecutor
Le Prosecutor, croiseur Républicain sous les ordres du Capitaine Stinnet, disparu depuis deux semaines, réapparaît à la lisière de l'espace Séparatiste. Menez l’enquête
- Récupérez les données de vol : Montez (séparément) à bord du Prosecutor, récupérez les données tout en rejoignant vos coéquipiers, et détruisez le système de brouillage qui bloque vos communications.
- Éliminez les trandoshans ( trandosien ou trandoshien ) : Traquez les trandoshans qui restent à bord du vaisseau, et détruisez la navette qui leur sert de QG.
- Verrouillez les hangars: Un vaisseau-amiral séparatiste est sorti de l'hyperespace et lance ses troupes droïdes à l'assaut. Foncez aux hangars du vaisseau et verrouillez-les pour stopper l'invasion.
- Détruisez le vaisseau Séparatiste : Le vaisseau séparatiste ouvre le feu sur le Prosecutor. Allez activer les batteries lourdes pour riposter aux attaques du vaisseau Séparatiste jusqu'à l'arrivée du croiseur Arrestor du Capitaine Talbot.

### Campagne de Kashyyyk
Kashyyyk est envahie par les trandoshiens avec l'aide de l'Alliance Séparatiste. Aidez les wookiees à reprendre leur monde.
- Libérez Tarfull : Tarfull, un important leader wookiee, a été capturé par les Séparatistes. Infiltrez la base trandoshien et libérez-le.
- Détruisez le camp trandoshien: Les trandoshiens opèrent depuis un campement fortifié. Détruisez ce campement pour permettre aux wookiees de se concentrer sur les Séparatistes.
- Détruisez le pont : L'armée droïde de l'Alliance Séparatiste qui envahit la capitale de Kashyyyk, l'Arbre-Ville, est obligée de passer par un pont. Faites sauter ce pont pour stopper l'avancée Séparatiste.
- Détruisez le vaisseau Séparatiste : L'Armée Droïde de l'Alliance Séparatiste a débarqué d'un destroyer stellaire de classe Récusant. Montez au sommet de l'Arbre-Ville et utilisez les tourelles antiaérienne pour détruire le vaisseau séparatiste.

## Multijoueur
Le mode multijoueur propose d'incarner aux choix (selon que l'équilibrage des équipes est activé ou non) un commando clone ou un trandoshien. Les armes géonosiennes ne sont pas reprises dans les armes dispersé sur la carte. Contrairement au mode campagne, la visière du joueur n'est pas un casque de clone mais une visière plus conventionnelle. Chaque joueur débute avec un blaster (clone) ou une mitraillette (trandoshien), un pistolaser et deux grenades thermiques (voir section armement). Les cartes se déroulant dans le croiseur ont comme particularité de comporter des ascenseurs et des couloirs d'aération qui multiplient les chemins et offrent des possibilités d'embuscades.

### Modes de jeu
- Match à mort : une seule règle, tuez tout ce qui bouge. Le premier arrivé à trente frags (tués) est le vainqueur.
- Match à mort en équipe : deux équipes, les clones de la République et les trandoshiens payés par les Séparatistes se livrent bataille. La première équipe arrivé à trente frags remporte la victoire.
- Capture du drapeau : les mêmes équipes doivent tenter de capturer le drapeau de l'autre tout en protégeant le sien. Le drapeau adverse ne peut être capturé que si son drapeau est à la 'base'. À noter que celui qui porte le drapeau voit un halo lumineux l'entourer et est incapable de se servir de ses armes, qui rend le porteur particulièrement vulnérable. La première équipe à capturer le drapeau trois fois remporte la victoire.
- Assaut : variant du mode Capture du drapeau. Une équipe attaque la base de l'autre qui la défend.

### Cartes
Les cartes s'inspirent de différents environnement du mode solo

#### Kamino
- Arène A17 : une grande carte avec de nombreuses cachettes.
- Arène G9 : une grande carte qui se distingue par des zones de faible gravité.

#### Géonosis
- Canonnière : une petite carte avec d'un côté une épave de canonnière clone, et de l'autre un avant-poste trandoshien.

#### Croiseur Républicain
- Moteur : une carte moyenne se déroulant les niveaux inférieur.
- Vaisseau fantôme : une carte moyenne se déroulant au niveau des bases données du vaisseau.
- Verrouillage : une grande carte se déroulant dans le niveau de détention du vaisseau. Elle comporte des boucliers à lever.

#### Kashyyk
- Garnison : une grande carte se déroulant dans une prison trandoshienne. La zone centrale comporte de nombreux container et donc de nombreuses cachettes. De plus à certains endroits, le joueur peut entendre des gémissements de Wookiees.
- Jardins : une carte moyenne qui est une variante du pont de Kashiro, qui est placé dans un jardin. La zone centrale est sur deux niveaux.
- Kashiro : une carte moyenne avec une très large zone centrale qui comporte de nombreuses cachettes sur ses deux niveaux.

## Armement
Voici les armes présentes dans le jeu :

### Armes principales
- Fusil blaster DC-17m : arme principale standard des commandos clones. Celle-ci est modulable en deux autres armes: fusil de précision et arme anti-blindage. Pour cela le fusil comporte un fût standardisé où les têtes du fusil blaster/fusil de précision/anti-blindage iront s'adapter.
- Fusil sniper DC-17m : fusil de précision standard des commandos clones.
- Anti-blindage DC-17m : arme lourde standard des commandos clones.
- Pistolet blaster DC-15S : arme secondaire standard des commandos clones, aux munitions illimitées. A tendance à surchauffer en cas d'utilisation trop intensive.

### Armes secondaires
- Arbalète wookiee : arme standard des wookiees.
- Lance-roquettes autoguidées wookiee : arme lourde standard des wookiees.
- Arme à répétition ACP : arme principale standard des mercenaires trandoshiens.
- Fusil à diffraction ACP : fusil à pompe standard des esclavagistes trandoshiens.
- Arme à répétition LS-150 : arme lourde standard des trandoshiens d'élite.
- Fusil à concussion LJ-50 : arme sniper des trandoshiens.
- Rayon Géonosien : arme lourde standard des géonosiens.

### Grenades
- Grenades thermiques : grenade standard utilisée notamment par les trandoshien et les clones.
- Grenade sonique : grenade émettant une 'bulle' sonique particulièrement efficace sur les géonosiens.
- Grenade CE : grenade émettant un champ électromagnétique particulièrement efficace contre les droïdes Séparatistes.
- Grenade flash : grenade aveuglante qui désoriente ses victimes, les rendant vulnérables quelques instants.

## Système de jeu
Republic Commando ajoute un nouveau genre à la gamme des jeux Star Wars : le jeu se présente comme un FPS tactique avec escouade, et permet donc d'incarner le chef d'une unité d'élite, chaque clone ayant sa spécificité, du moins sur le papier car sur le terrain n'importe qui peut poser les explosifs ou faire du piratage.
Sur PC, le jeu se joue au clavier et à la souris. La touche « utiliser » sert à effectuer des actions, mais aussi à donner l'ordre à l'un des coéquipier de le faire.

## Musiques
Le thème Vode An est joué dans le menu et dans plusieurs moments clés du jeu (comme lorsque des commandos clones du joueur battent un grand groupe d'ennemis). Ce thème ainsi que plusieurs autres morceaux clés, contiennent des parties chorales chantées en langage mandalorien.
Liste des pistes
1. Vode An (1:58)
2. Prologue (3:24)
3. The Egg Room (2:34)
4. Gra'tua Cuun (2:33)
5. Improvised Entry (1:34)
6. They Must Be Asleep (1:23)
7. The Ghost Ship (2:24)
8. Ka'rta Tor (1:54)
9. Com Interference (2:16)
10. The Jungle Floor (2:46)
11. RV Alpha (1:55)
12. Through the Canopy (1:15)
13. Rage of the Shadow Warriors (2:02)
14. Make Their Eyes Water (1:23)
15. Kachirho by Night Vision (1:23)

Durée totale : 28:04.

## Postérité
Une suite, intitulée Star Wars: Imperial Commando, était déjà prévue au cours du développement de Republic Commando, mais elle fut annulée en 2004 avec plusieurs concepts arts qui fut dessinées par Greg Chevalier (auteur des couvertures de la série littéraire Republic Commando et du jeu vidéo Le Pouvoir de la Force). Le jeu devait se concentrer sur un commando de soldats impériaux (la suite de l'histoire de l'escouade Delta dans ce jeu n'a pas été confirmée) dont une partie des combats devait être contre l'Alliance rebelle. Le livre Rogue Leaders: The Story of LucasArts est actuellement la seule source pour confirmer les détails sur ce projet.

## Republic Commandoen roman
Republic Commando est également sorti en roman entre 2004 et 2008 aux États-Unis. Écrite par Karen Traviss, la série se concentre sur un autre groupe de commandos entre l'an 22 et l'an 19. Les romans ont été traduits par Fleuve noir entre 2006 et 2010.
1. Contact zéro (Hard Contact) - 22 av. BY
2. Triple Zéro (Triple Zero) - 21 av. BY
3. True Colors (True Colors) - 20 av. BY
4. Ordre 66 (Order 66) - 19 av. BY